# Bic Camera Takasaki Bee Queen
Los Bic Camera Takasaki Bee Queen (ビックカメラ高崎ビークイーン Bikku Kamera Takasaki Bī Kuīn?) son un equipo de sóftbol femenino de Japón con sede en Takasaki, Gunma. Compiten en la East Division de la Japan Diamond Softball League (JD.League).

## Historia
Los Bee Queen fueron fundados en 1981 como equipo de sóftbol de Hitachi Takasaki (una fábrica de Hitachi). El equipo se traspasó a Renesas en 2003, y además se traspasó a Bic Camera en 2015.
La Japan Diamond Softball League (JD.League) se fundó en 2022, y los Bee Queen se unieron a la nueva liga formando parte de la East Division.

## Roster actual
- Actualizado el abril de 2022.[6]

| Posición        | N.º       | Nombre           | Edad      | Altura              | Bateo     | Lanz.     | Notas                                                                   |
| Jugadoras       | Jugadoras | Jugadoras        | Jugadoras | Jugadoras           | Jugadoras | Jugadoras | Jugadoras                                                               |
| --------------- | --------- | ---------------- | --------- | ------------------- | --------- | --------- | ----------------------------------------------------------------------- |
| Lanzadoras      | 6         | Yamato Fujita    | 34 años   | 165 cm (5 ft 5 in)  | Derecha   | Derecha   | Compitió en los Juegos Olímpicos 2020                                   |
| Lanzadoras      | 7         | Yukiko Ueno      | 42 años   | 174 cm (5 ft 9 in)  | Derecha   | Derecha   | Jugadora-entrenadora Compitió en los Juegos Olímpicos 2004, 2008 y 2020 |
| Lanzadoras      | 15        | Yukari Hamamura  | 29 años   | 171 cm (5 ft 7 in)  | Derecha   | Derecha   |                                                                         |
| Lanzadoras      | 19        | Ayaka Sakurai    | 24 años   | 165 cm (5 ft 5 in)  | Izquierda | Izquierda |                                                                         |
| Lanzadoras      | 20        | Misaki Katsumata | 25 años   | 171 cm (5 ft 7 in)  | Derecha   | Derecha   |                                                                         |
| Receptoras      | 2         | Haruka Agatsuma  | 30 años   | 172 cm (5 ft 8 in)  | Derecha   | Derecha   | Compitió en los Juegos Olímpicos 2020                                   |
| Receptoras      | 18        | Haruka Sumitani  | 24 años   | 165 cm (5 ft 5 in)  | Derecha   | Derecha   |                                                                         |
| Cuadro interior | 3         | Kanna Kudo       | 25 años   | 170 cm (5 ft 7 in)  | Izquierda | Derecha   |                                                                         |
| Cuadro interior | 10        | Minori Naito     | 30 años   | 163 cm (5 ft 4 in)  | Derecha   | Derecha   | Compitió en los Juegos Olímpicos 2020                                   |
| Cuadro interior | 14        | Mizuki Ichimura  | 24 años   | 167 cm (5 ft 6 in)  | Derecha   | Derecha   |                                                                         |
| Cuadro interior | 21        | Saori Yamauchi   | 25 años   | 168 cm (5 ft 6 in)  | Izquierda | Derecha   |                                                                         |
| Cuadro interior | 26        | Yuka Ichiguchi   | 32 años   | 163 cm (5 ft 4 in)  | Izquierda | Derecha   | Compitió en los Juegos Olímpicos 2020                                   |
| Jardineras      | 1         | Miyu Kataoka     | 23 años   | 162 cm (5 ft 4 in)  | Izquierda | Derecha   |                                                                         |
| Jardineras      | 11        | Reina Matsumoto  | 26 años   | 159 cm (5 ft 3 in)  | Izquierda | Derecha   |                                                                         |
| Jardineras      | 16        | Hinako Atsumi    | 21 años   | 162 cm (5 ft 4 in)  | Izquierda | Derecha   |                                                                         |
| Jardineras      | 23        | Urara Fujimoto   | 26 años   | 149 cm (4 ft 11 in) | Izquierda | Derecha   |                                                                         |
| Cuerpo técnico  |           |                  |           |                     |           |           |                                                                         |
| Senior advisor  | -         | Taeko Utsugi     | 71 años   | -                   | -         | -         | Seleccionadora de Japón en los Juegos Olímpicos 2000 y 2004             |
| Mánager         | 30        | Yumi Iwabuchi    | 45 años   | -                   | -         | -         |                                                                         |
| Entrenadores    | 7         | Yukiko Ueno      | 42 años   | -                   | -         | -         | Jugadora-entrenadora                                                    |
| Entrenadores    | 32        | Haruka Kurokawa  | 41 años   | -                   | -         | -         |                                                                         |